# جهانكير خوجة

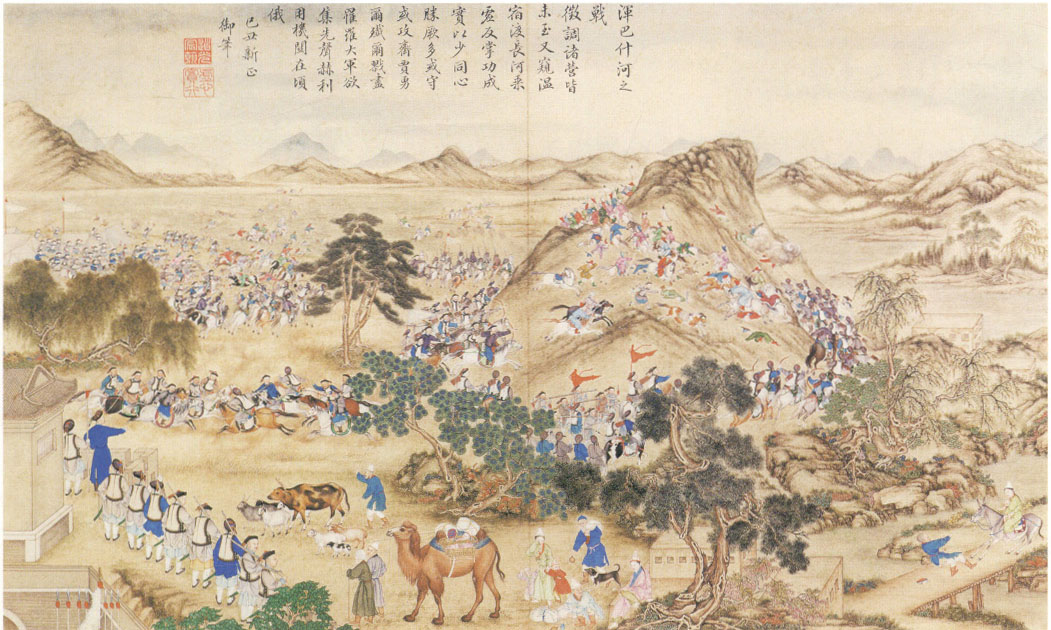
معركة على نهر هونباسي بالقرب من أكسو ، 1828

جهانغير خوجا،  جهانكير خوجا  ((بالأويغورية: جهانگیر خوجا) ; 1788 – 1828) كان عضوًا في عشيرة تركستان الشرقية ذات النفوذ الأفاقي خوجة، والتي تمكنت من انتزاع كاشغريا من سلطة إمبراطورية تشينغ لبضع سنوات في عشرينيات القرن التاسع عشر.

## السيرة
برهان الدين، خوجة من فصيل الجبل الأبيض، كان جد جاهانجير. قبل اندلاع التمرد في مايو 1826، وخلال زلزال وقع في أوقات غير مناسبة ودمر معظم البلدات في وادي فرغانة، تمكن جاهانجير خوجا من الفرار إلى كاشغر من قوقند، حيث كان محتجزًا في السجن وفقًا لاتفاق سري أبرم بين وخانية قوقند وسلالة تشينغ الصين فيما يتعلق أحفاد أفاق خوجة.  بين جنود جاهانجير مقاتلي كيرغيز وطاجيك وجنود فصيل الجبل الأبيض. بعد ظهوره في كاشغر مع عدة مئات فقط من أتباعه، سرعان ما زاد من قوته مع المتطوعين، وفي غضون عدة أشهر كان قد جمع حوالي 200000 جندي تحت رايته.  أطاح جاهانجير بقوة تشينغ في كاشغر، ياركند، ختن وينجيسار، بعد أن أباد حاميات تشينغ في هذه المدن. وأسرت قواته عدة مئات من قوات تشينغ وأيضا من المسلمين الصينيين (دونغان أو هوي)، الذين تم نقلهم إلى قوقند. جميع الصينيين الذين تم أسرهم - بمن فيهم التجار و300 جندي من قبيلة جهانكير الذين أسروا في كاشغر - تم قطع ضفائرهم عند إحضارهم إلى قوقند ووسط آسيا كسجناء.   تم بيع السجناء الصينيين المسلمين وواحد منهم، نيان، انتهى به الأمر كعبد للأمير باتور خان من بخارى. عمر خان ليو كيفنغ ووو إركى. أما الآخرون - تشو وتيان لي وما تيانشي - فقد انتهى بهم الأمر مع أصحاب مختلفين لكنهم تمكنوا من الفرار.  سجل الروس حادثة قاموا فيها بإنقاذ التجار المسلمين الصينيين الذين فروا بعد بيعهم من قبل جيش جاهانجير في آسيا الوسطى وأعا امتلكدوهم إلى الصين. 
ومع ذلك، تمكن إمبراطور تشينغ داوجوانج من حشد «كل قوى الإمبراطورية، التي تم إطلاقها» وبحلول سبتمبر عام 1827 قد حشد جيشًا قوامه 70000 في أقسو تحت قيادة الجنرال إيلي تشانغ لينغ. في يناير 1828 تحرك هذا الجيش ضد جهانكير خوجة. وتقول مصادر أخرى إن الحاكم الصيني قاد 80 ألف جندي صيني مسلم ضد جهانكير. هُزمت قوات جاهنجير في غضون شهر واحد في معركة حاسمة على ضفاف نهر تومان شمال كاشغر. على الرغم من أن قواته خلال المعركة فاق عدد قوات تشينغ، إلا أن الأخير كان أفضل تنظيمًا، كونه جيش دولة نظامي. لم يكن جهانكير قد أنشأ جيشًا نظاميًا وقام بحل جيشه التطوعي بعد السيطرة على غرب كاشجاريا والاستيلاء على قلعة غولباغ تشينغ في كاشغار في بداية عام 1827، عندما ذبح جميع المدافعين عنها (حوالي 12000 من القوات المانشو والصينية وأعضاء من عائلاتهم). بعد تلقي كلمة تفيد بأن جيش تشينغ كان في طريقه إلى كاشغر، حشد جهانكير مرة أخرى القوات التطوعية. لم يكن لدى هذا الجيش وحدات مدفعية، على الرغم من أنه استولى على المدافع الستة الكبيرة لقلعة غولباغ، والتي لم يتم جلبها واستخدامها في المعركة. على النقيض من ذلك، أطلقت قوات تشينغ نيران مدفع مكثفة جيدة التنظيم عبر نهر تومان على مواقع جهانكير، مما أدى إلى ارتباك قواته. فر المرتزقة من بدخشان وقوقند وقندز أولاً، ثم خسر الكاشغار الأرض. اقتحمت قوات تشينغ كاشغر، وعند دخولها المدينة، شرعت في مذبحة جماعية للسكان المحليين بحوالي 20 ألف مدني. في 29 يناير، 1828، تمكن جهانكير من الفرار والاختباء في وادي ألاي الجبلي بين القرغيز. كان داوجوانج غير راضٍ عن هذا التحول في الأحداث وكتب إلى تشانغ لينغ، «لقد أرسلت جيشًا للقضاء على الشر، لقد كنت في مخبأ الوحش، لكن تركته يهرب، الآن كل الانتصارات السابقة ليس لها قيمة، لأنه لا تزال على قيد الحياة، جرثومة التمردات المستقبلية». نتج اعتقال جهانكير عن خيانة القرغيز السابق  حكيم كاشغر، إسحاق خوجة، الذي أرسل رسالة مضللة إلى جهانكير يخبره أن الجسم الرئيسي لقوات تشينغ قد غادر ودعوته إلى كاشغر لاستعادة السلطة. عندما سمع جهانكير النبأ، سارع عائداً إلى كاشغر، لكن قوات تشينغ تحت قيادة الجنرال إيلي نصبت له كمين،  تم أسره وتسليمه إلى بكين. هناك تعرض لاهتمام سكان العاصمة الصينية، حيث تم نقله لعدة أسابيع في قفص حديدي متنقل عبر الشوارع الرئيسية في بكين. أخيرًا تم إحضاره إلى إمبراطور داوجوانج للاستجواب، ولكن بعد أن أصيب بالجنون بسبب سوء المعاملة، لم يتمكن من الإجابة على أي أسئلة. مباشرة بعد الانتهاء من الاستجواب تم إعدامه. تم تقطيع جثة جهانكير خوجة إلى قطع عديدة وألقيت عظامه على الكلاب المحلية. دفنت صورته في التل بالقرب من بكين. كان يبلغ من العمر 40 عامًا وقت وفاته.

## ما بعد الكارثة
بموت جهانكير، قرر الصينيون معاقبة القوقنديين على تعاطفهم مع قوات الخوجة وفرضوا قيودًا على صادراتهم إلى كاشغار. كرد فعل، بناءً على طلب من محمد علي خان، خان قوقند، أصبح يوسف خوجة (خواجہ یوسف) حاكمًا لما كان يعرف في الغرب آنذاك باسم.  أدى القضاء على جهانكير إلى تغيير السياسة وتم السماح باستيطان هان في حوض تاريم بينما قبلها، لم يكن يُسمح لهان بالاستقرار بشكل دائم في حوض تاريم.

### اقتباسات
1. ↑  موسوعة بريتانيكا الحادية عشرة, article on كاشغر
2. ↑  Kim (2003)
3. ↑  Robert J. Antony, Jane Kate Leonard (2002). Dragons, tigers, and dogs: Qing crisis management and the boundaries of state power in late imperial China. East Asia Program, Cornell University. ص. 282. ISBN:1-885445-43-1. مؤرشف من الأصل في 2020-11-07. اطلع عليه بتاريخ 2010-11-28.
4. 1 2 3  Millward 1998.
5. ↑  Millward 1998، صفحة 285.
6. ↑  Tyler، Christian (2004). Wild West China: the taming of Xinjiang. New Brunswick, New Jersey: Rutgers University Press. ص. 66. ISBN:0-8135-3533-6. مؤرشف من الأصل في 2020-08-18. اطلع عليه بتاريخ 2010-11-28.
7. ↑  Rian Thum (13 أكتوبر 2014). The Sacred Routes of Uyghur History. Harvard University Press. ص. 167–. ISBN:978-0-674-59855-3. مؤرشف من الأصل في 2020-11-07.
8. 1 2  Lansdell، Henry (1894). Chinese Central Asia A Ride to Little Tibet. ج. II. ص. 56. مؤرشف من الأصل في 2020-11-07.